# Нагие-Оболенские
Нагие-Оболенские (Нагоевы-Оболенские) — угасший русский княжеский род, одна из множества ветвей князей Оболенских. Род внесён в Бархатную книгу.
Происходят от имевшего прозвище Нагой князя Петра Васильевича († 1510, XVIII колено от Рюрика), сына Василия Ивановича Оболенского-Косого, выдающегося воеводы при Василии Тёмном. Род имел четырёх представителей мужского пола и угас в середине XVI века, не оставив значительных представителей.

## Известные представители
| № | Имя, Отчество                          | № отца | Примечания                                                                                                 |
| - | -------------------------------------- | ------ | --- |
| 1 | Оболенский Петр Васильевич Нагой       |        | Родоначальник                                                                                              |
| 2 | Нагой-Оболенский, Андрей Петрович Лапа | 1      | Воевода в Тарусе (1521), Кашире (1529), под Казанью (1551)                                                 |
| 3 | Нагой-Оболенский Василий Петрович      | 1      | |
| 4 | Нагой-Оболенский Иван Андреевич        | 2      | Судился за разбой (1535), имел вотчину в Коломенском уезде, последний представитель рода Нагие-Оболенские. |